# Euphrasia cambrica
Euphrasia cambrica är en snyltrotsväxtart som beskrevs av Herbert William Pugsley. Euphrasia cambrica ingår i släktet ögontröster, och familjen snyltrotsväxter. Inga underarter finns listade i Catalogue of Life.